# Lago di Sempach
Il lago di Sempach (in tedesco Sempachersee) si trova nel Canton Lucerna in Svizzera.
Prende il nome dal villaggio di Sempach. Ha una superficie media di 14,5 km² e si trova ad una altezza di 503,7 m s.l.m. Il suo volume è stimato in 0,66 km³ e la sua profondità massima è di 87 metri. 
Il Grosse Aa provenendo dal comune di Neuenkirch più a sud, si getta nel lago nel luogo chiamato  Seesatz. Il lago termina a nord dando inizio al fiume Suhre, un affluente dell'Aar. La città di Sursee si trova presso la punta nord-ovest del lago.